# 보츠와나 민주당
보츠와나 민주당(영어: Botswana Democratic Party)은 보츠와나의 보수주의 정당이다. 1966년 보츠와나가 영국의 지배로부터 독립한 이후 2024년까지 보츠와나의 정치를 장악하고 있었다.